# North American Network Operators' Group
North American Network Operators' Group (NANOG) est un forum d'opérateurs de réseaux nord-américains dont le but est la diffusion d'information techniques et la coordination entre opérateurs.
NANOG se matérialise par des rencontres et dispose d'une liste de diffusion influente dans le monde des gestionnaires de réseau, à l'instar du RIPE en Europe et du FRnOG en France.

## Histoire
NANOG succède aux rencontres Regional-Techs de NSFNet à l'occasion desquelles les équipes techniques échangeaient des informations opérationnelles entre elles et avec Merit Network (en). À la réunion de San Diego de février 1994, le groupe étendit le champ de ses activités pour inclure les fournisseurs d'accès et change ensuite de nom pour NANOG.

## Rencontres
Trois rencontres sont organisées par an aux États-Unis ou au Canada.. Lors de celles-ci, des présentations et des réunions informelles autour de sujets déterminés ont lieu. La participation à ces rencontres est payante. 
L'organisation de ces rencontres est confiée à NewNOG depuis 2011. Entre 1994 et 2011, l'organisation était assurée par Merit Network.